# Ato Malinda
Ato Malinda (właśc. Alex Mawimbi, ur. 1981 w Nairobi) – artystka multidyscyplinarna, artystka LGBTQ i aktywistka. Obszar twórczości: performance, rysunek, sztuka multimediów i malarstwo.

## Wczesne życie
Urodziła się w 1981 roku w Kenii jako córka kenijskiej matki i ugandyjskiego ojca. Dorastała przez pierwsze lata w Holandii, jako nastolatka wróciła do Kenii. Po ukończeniu szkoły średniej wyjechała do USA, gdzie studiowała historię sztuki i biologię molekularną na Uniwersytecie w Teksasie. Ojciec pragnął, aby została lekarką. Przytłaczał ją stosunek społeczności, w której dorastała, do jej homoseksualizmu. Wcześniej znana jako Alex Mawimbi, po śmierci swojej teściowej, matki żony, postanawia zmienić imię i nazwisko w terapeutycznym geście wobec swojej przeszłości.

## Kariera i twórczość
Jest doktorantką na Uniwersytecie w Lejdzie i Królewskiej Akademii Sztuk Pięknych w Hadze.
Jej performatywne dzieła podejmują tematykę afrocentryczności, postkolonializmu, czy „hybrydowej natury afrykańskiej tożsamości i jej autentyczności”. Kolejnymi tematami dzieł Malindy są płeć kulturowa oraz seksualność kobiet w Afryce.

## Wybrane dzieła

### Prison Sex II, 2009
Prison Sex II składa się z kilku części zrealizowanych jako wideo. Pierwszą bohaterką pracy jest kobieta pochodzenia muzułmańskiego, która dostanie rozwód pod warunkiem, że spędzi 6 miesięcy w więzieniu Fort Jesus. Druga historia opowiada o kobiecie, która została skazana na więzienie, ponieważ sprzeciwiła się Brytyjczykom wycinającym święty las. Głównym motywem wizualnym i symbolicznym dzieła jest leso, czyli kawałek materiału pochodzącego z pozszywanych chusteczek noszonych przez portugalskich kupców w XVI wieku. Miejscowe kobiety handlowały z kupcami na kenijskim wybrzeżu i zszywały od nich kupione chusteczki, aby powstał większy kawałek, który można było owinąć wokół ciała. Te fragmenty materiałów są ówcześnie rozpoznawalnym znakiem Afryki Wschodniej. Przesłaniem instalacji było hasło: „poznaj swoją historię, ale posiadaj swoją kulturę”. Odnosiło się ono do historii tkaniny, która zdaniem wielu ludzi pochodzi z Afryki Wschodniej, a w rzeczywistości reprezentuje historyczną hybrydę.

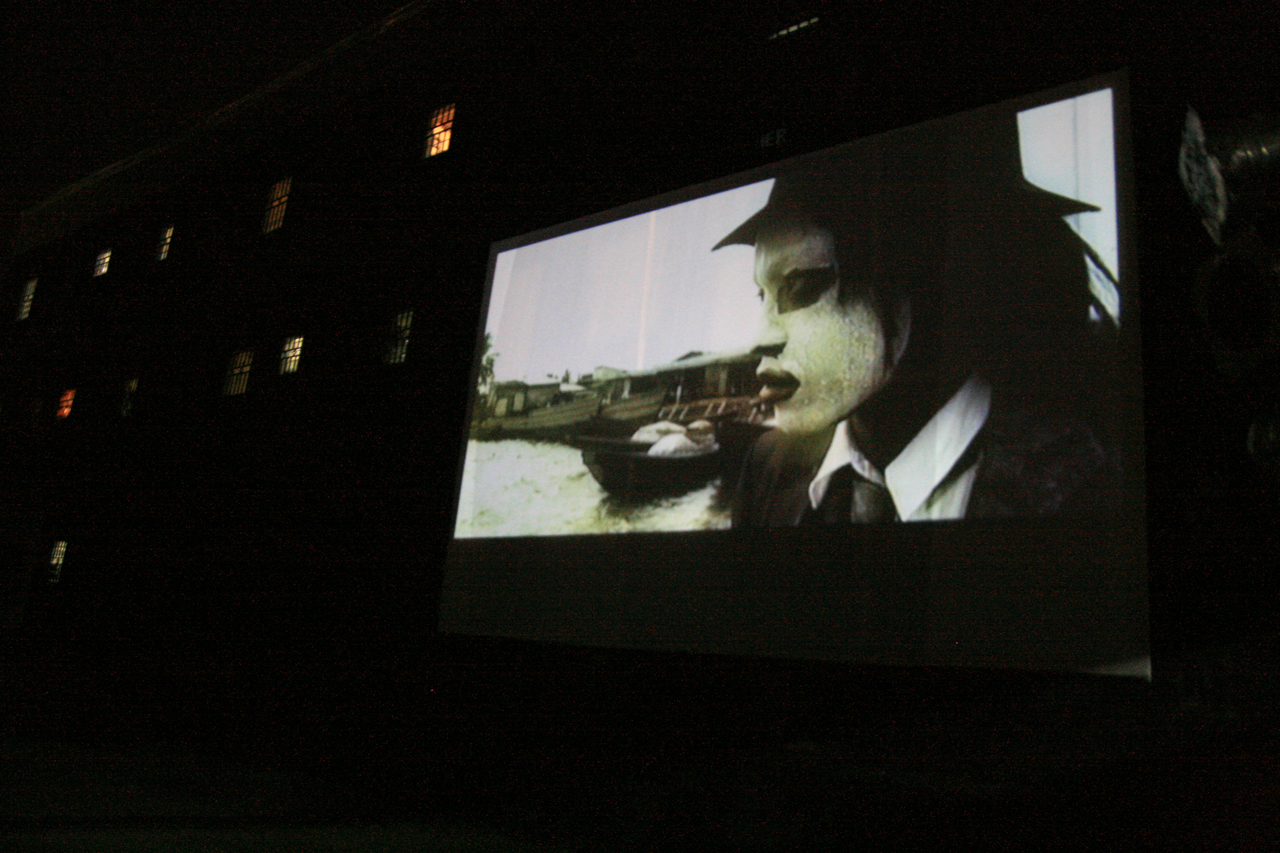
Fait Ensemble, 2010

### Fait Ensemble, 2010
Film opowiada o Mami Wata, starożytnym afrykańskim duchu wody, który był czczony przez Afrykanów przed przybyciem Europejczyków, choć zaczął być powszechnie rozpoznawalny dopiero w XV wieku. Podaje się, że na widok europejskich statków Afrykanie kojarzyli duchy wodne z Europejczykami.

### Mourning A Living Man(Opłakując żywego człowieka), 2013
Dwukanałowo prezentowany film opowiada o osobach odgrywających równocześnie role: ojca, żony, dorosłej lesbijki, dziecka, tworząc obraz dysfunkcyjnej rodziny, uwikłanej w kazirodztwo i cudzołóstwo oraz niepotrafiącej się porozumieć.

### Mshoga Mpya (The New Homosexual / Nowi Homoseksualni), 2014
Praca powstała jako odpowiedź na zakaz kontaktów homoseksualnych w Kenii. Spektakl każdorazowo może oglądać tylko jedna osoba. Widz staje twarzą w twarz z samą artystką w zamkniętej kabinie. Na przedstawienie składają się anonimowe historie – przeżycia osób LGBT zebrane przez artystkę w Nairobi. Artystka pełni funkcję pewnego rodzaju medium doświadczeń społeczności uciemiężonej. Występuje z pomalowaną na twarzy flagą społeczności LGBT.

## Wystawy
- Neue Gesellschaft für Bildende Kunst (Nowe Towarzystwo Sztuk Pięknych) w Berlinie w 2011
- Museum für Moderne Kunst we Frankfurcie nad Menem (Muzeum Sztuki Nowoczesnej we Frankfurcie nad Menem) w 2014
- Narodowe Muzeum Sztuki Afrykańskiej w 2015
- Salon Urbain de Douala (festiwal w Duala) w Kamerunie[14].

## Nagrody
- One Minutes Award (2012)
- Smithsonian Artist Research Fellowship (2015)
- Smithsonian African Artist Award (2016)[15]